# Nabilon
Nabilon – organiczny związek chemiczny z grupy syntetycznych kannabinoidów. Struktura nabilonu i jego działanie zbliżone są do THC – głównego związku psychoaktywnego zawartego w marihuanie. Nabilon znalazł szersze zastosowanie w medycynie niż THC, gdyż powoduje mniej efektów ubocznych (m.in. nie powoduje euforii). Stosuje się go do leczenia chorych z nudnościami i wymiotami spowodowanymi chemioterapią, ciężką dusznością w przebiegu chorób terminalnych (np. stwardnienia rozsianego), fibromialgią, chorobą Parkinsona oraz do łagodzenia chronicznych bólów różnego pochodzenia.
Zaobserwowano również, że nabilon zmniejsza nasilenie koszmarów u pacjentów z zespołem stresu pourazowego oraz poprawia jakość snu u osób cierpiących na chroniczny ból.